# Amsacta flavimargo
Amsacta flavimargo är en fjärilsart som beskrevs av George Francis Hampson 1894. Amsacta flavimargo ingår i släktet Amsacta och familjen björnspinnare. Inga underarter finns listade i Catalogue of Life.